# حفره تنه‌ای پشتی

حفره‌های بدن: حفره پشتی بدن در سمت چپ است.

حفره تنه‌ای پشتی در امتداد سطح پشتی (خلفی) بدن انسان قرار دارد، جایی که به حفره جمجمه‌ای که مغز را در خود جای می‌دهد و حفره نخاعی که طناب نخاعی را در خود جای داده است، تقسیم می‌شود. مغز و نخاع سیستم عصبی مرکزی را تشکیل می‌دهند. این دو حفره با یکدیگر پیوسته هستند. غشاهای پوشاننده و محافظ حفره پشتی بدن مننژ هستند.
این یکی از دو حفره اصلی بدن به همراه حفره شکمی است.